# Michael Mols
Michael Alexander Mols (Amsterdam, 17 december 1970) is een voormalig Nederlands voetballer van onder andere FC Utrecht, Glasgow Rangers en Feyenoord.

## Carrière

### Begin
Mols begint zijn carrière als spits bij de club ASV Geuzenveld. Nadien vertrekt hij naar SC Eendracht '82 en Blauw-wit, en vervolgens naar Ajax. Bij Ajax speelt Mols geen wedstrijd in het A-elftal. Na zijn korte carrière bij Ajax gaat hij in het jaar 1991 naar Cambuur Leeuwarden waarmee hij kampioen van de Eerste divisie wordt. Hij scoort in 43 wedstrijden 13 doelpunten.

### Hoogtepunt
In het jaar 1993 krijgt Mols een transfer naar FC Twente (fl. 1.200.000). Hij speelt 3,5 seizoenen (108 wedstrijden) bij FC Twente waarin hij 26 maal scoorde. FC Utrecht neemt Mols, na bijna vier jaar bij FC Twente, transfervrij over. Bij FC Utrecht wordt Mols 3x topscorer voor FC Utrecht. Mols scoort in 3 seizoenen FC Utrecht 49 doelpunten in 94 wedstrijden.Bij FC Utrecht geniet hij nog altijd een ongekende populariteit bij de supporters die hem verkozen tot FC Utrecht 'legend'.
Hierna gaat hij naar Glasgow Rangers uit Schotland. Voor naar verluidt 4 miljoen pond verkast Mols van Utrecht naar Glasgow Rangers. Mols scoort in zijn eerste seizoen in Schotse dienst 1:1 (9 wedstrijden, 9 goals). In 1999 komt hij in de Champions League wedstrijd tegen Bayern München ongelukkig in botsing met Bayern doelman Oliver Kahn. Hij raakt hierbij zwaar geblesseerd aan zijn knie en is voor de rest van het seizoen uitgeschakeld. Na zijn herstel wordt hij niet meer geselecteerd voor Oranje en is hij tevens geen vaste waarde meer in het elftal van de Rangers.

### Laatste jaren
Na 5 seizoenen Rangers keert Mols in het seizoen 2004/2005 terug naar Nederland voor het afbouwen van zijn carrière.

#### FC Utrecht

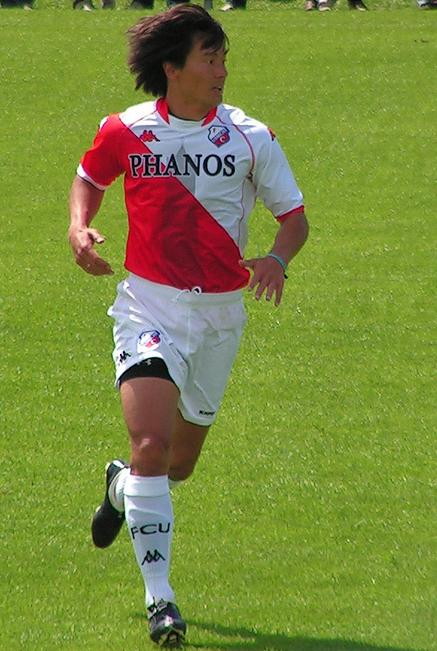
Mols in het tenue van FC Utrecht tijdens een wedstrijd met de Utrecht Old Stars (2009).

Een logische stap is om terug te keren bij FC Utrecht. Na een aantal maanden staat dit ook daadwerkelijk te gebeuren. Eerst gaat hij een aantal maanden in training bij ADO Den Haag, waarna hij op 6 november 2004 gepresenteerd wordt door Foeke Booy en zijn staf bij FC Utrecht.
Mols maakt zijn rentree op het veld op 14 november 2004 in de wedstrijd FC Utrecht - Roda JC (1-1), hij mag direct in de basis beginnen. Dit is niet zo'n succes, want hij scoort in 14 wedstrijden slechts 1 goal. Foeke Booy besluit dan om Mols geen contract aan te bieden voor het seizoen 05-06.

#### ADO Den Haag
In de zomer 2005 tekent hij een 1-jarig contract bij ADO Den Haag. Na het seizoen 05-06 besluit Mols om er toch nog een jaartje aan vast te plakken bij ADO Den Haag, dit zou dan zijn laatste seizoen in het betaald voetbal worden, aldus Mols. Daar heeft het alle schijn naar, maar in de zomer van 2007 wordt duidelijk dat zowel Feyenoord als de club Perth Glory in Australië nog interesse in hem heeft.

#### Feyenoord
In de zomer 2007 maakt Feyenoord bekend dat hij als pinchhitter overkomt naar de club van de Kuip, hier wordt hij gepresenteerd als de vervanger van Pierre van Hooijdonk, die in de zomer 2007 stopt met voetballen. Op 1 september 2007 maakt Michael Mols zijn debuut voor Feyenoord; in de 86e minuut vervangt hij Nicky Hofs. Hierna speelt hij met wisselend succes af en toe mee.
Na het uitvallen van Roy Makaay tegen AZ in maart 2008 wordt Mols ineens spits nummer 1 bij Feyenoord. Hoewel velen aan hem twijfelen scoort hij en geeft hij een assist aan Nuri Şahin tegen VVV-Venlo. En in de kwartfinale van de KNVB beker maakt hij 10 minuten voor tijd de winnende goal (2-1) tegen FC Zwolle. Later is hij opnieuw de man van de wedstrijd door in de halve finale van de KNVB beker tegen NAC Breda te scoren en (mede) daarmee Feyenoord naar de finale te schieten met de 1-0. Ook in de finale was Mols weer van waarde, bij de 2-0 tegen Roda JC leverde hij de assist. Tevens was dit ook de einduitslag, en heeft hij zijn eerste prijs met Feyenoord te pakken.

## Interlandcarrière
Mols speelde tevens zes interlands, waarin hij niet tot scoren kwam. Onder leiding van bondscoach Guus Hiddink maakte de aanvaller zijn debuut voor Oranje op 18 januari 1995 in de vriendschappelijke thuiswedstrijd tegen Frankrijk (0-1), net als collega-aanvaller Glenn Helder (Vitesse). Mols moest in dat duel na 54 minuten plaatsmaken voor Pierre van Hooijdonk van Celtic.
| Interlands van Michael Mols | Interlands van Michael Mols | Interlands van Michael Mols  | Interlands van Michael Mols | Interlands van Michael Mols | Interlands van Michael Mols |
| №                           | Datum                       | Wedstrijd                    | Uitslag                     | Competitie                  | Goals                       |
| Als speler van FC Twente    | Als speler van FC Twente    | Als speler van FC Twente     | Als speler van FC Twente    | Als speler van FC Twente    | Als speler van FC Twente    |
| --------------------------- | --------------------------- | ---------------------------- | --------------------------- | --------------------------- | --------------------------- |
| 1                           | 18 januari 1995             | Nederland – Frankrijk        | 0 – 1                       | Vriendschappelijk           | 0                           |
| Als speler van FC Utrecht   |                             |                              |                             |                             |                             |
| 2                           | 21 februari 1998            | Verenigde Staten – Nederland | 0 – 2                       | Vriendschappelijk           | 0                           |
| 3                           | 24 februari 1998            | Mexico – Nederland           | 2 – 3                       | Vriendschappelijk           | 0                           |
| 4                           | 18 november 1998            | Duitsland – Nederland        | 1 – 1                       | Vriendschappelijk           | 0                           |
| 5                           | 10 februari 1999            | Nederland – Portugal         | 0 – 0                       | Vriendschappelijk           | 0                           |
| 6                           | 28 april 1999               | Nederland – Marokko          | 1 – 2                       | Vriendschappelijk           | 0                           |

## Statistieken
| Seizoen | Club               | Land      | Wedstrijden | Doelpunten | Competitie              |
| ------- | ------------------ | --------- | ----------- | ---------- | ----------------------- |
| 1991/92 | Cambuur Leeuwarden | Nederland | 24          | 5          | Eerste divisie          |
| 1992/93 | Cambuur Leeuwarden | Nederland | 19          | 8          | Eredivisie              |
| 1992/93 | FC Twente          | Nederland | 16          | 5          | Eredivisie              |
| 1993/94 | FC Twente          | Nederland | 26          | 8          | Eredivisie              |
| 1994/95 | FC Twente          | Nederland | 34          | 11         | Eredivisie              |
| 1995/96 | FC Twente          | Nederland | 32          | 2          | Eredivisie              |
| 1996/97 | FC Utrecht         | Nederland | 31          | 13         | Eredivisie              |
| 1997/98 | FC Utrecht         | Nederland | 32          | 16         | Eredivisie              |
| 1998/99 | FC Utrecht         | Nederland | 31          | 20         | Eredivisie              |
| 1999/00 | Glasgow Rangers    | Schotland | 9           | 9          | Scottish Premier League |
| 2000/01 | Glasgow Rangers    | Schotland | 13          | 5          | Scottish Premier League |
| 2001/02 | Glasgow Rangers    | Schotland | 14          | 2          | Scottish Premier League |
| 2002/03 | Glasgow Rangers    | Schotland | 27          | 13         | Scottish Premier League |
| 2003/04 | Glasgow Rangers    | Schotland | 35          | 9          | Scottish Premier League |
| 2004/05 | FC Utrecht         | Nederland | 14          | 1          | Eredivisie              |
| 2005/06 | ADO Den Haag       | Nederland | 29          | 3          | Eredivisie              |
| 2006/07 | ADO Den Haag       | Nederland | 32          | 5          | Eredivisie              |
| 2007/08 | Feyenoord          | Nederland | 20          | 2          | Eredivisie              |
| 2008/09 | Feyenoord          | Nederland | 16          | 2          | Eredivisie              |
| Totaal  | Totaal             | Totaal    | 433         | 136        | 136                     |

## Erelijst
Als speler
| Competitie              |                 |                  |                 |                 |
| Competitie              | Aantal          | Jaren            |                 |                 |
| Glasgow Rangers         | Glasgow Rangers | Glasgow Rangers  | Glasgow Rangers | Glasgow Rangers |
| ----------------------- | --------------- | ---------------- | --------------- | --------------- |
| Scottish Premier League | 2x              | 1999/00, 2002/03 |                 |                 |
| Scottish Cup            | 2x              | 2001/02, 2002/03 |                 |                 |
| Scottish League Cup     | 2x              | 2001/02, 2002/03 |                 |                 |
| Feyenoord               |                 |                  |                 |                 |
| KNVB beker              | 1x              | 2007/08          |                 |                 |

Individueel
- Nederlands voetballer van het jaar: 1998/99